# Presqu'île de Masoala
 (mai 2018).

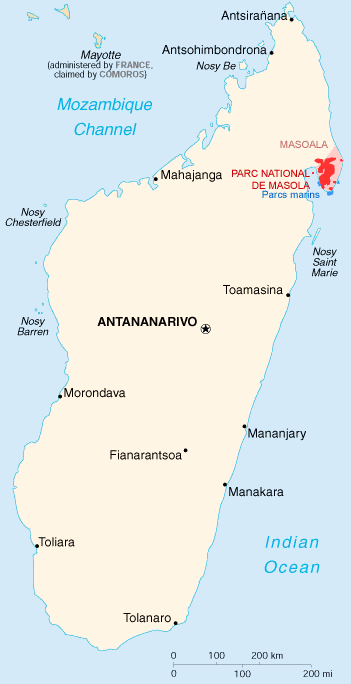
Presqu'île de Masoala

La presqu'île de Masoala est une presqu'île de Madagascar qui s'avance en direction du sud dans l'océan Indien. Ce faisant, elle ferme la principale baie la grande île du sud-ouest de l'océan Indien, la baie d'Antongil. La presqu'île ne semble qu'une simple échancrure sur la côte nord-est, région dépourvue de routes. Pourtant, cet isolement a permis de préserver l'une des forêts primaires de la « grande île ». Depuis 1997, une grande partie de sa superficie est protégée par le parc national de Masoala.